# Umm al-Qaiwain (emiraat)
Umm al-Qaiwain (Arabisch: ام القيوين) is een van de emiraten van de Verenigde Arabische Emiraten. Het ligt in het noorden van het land en wordt geregeerd door sjeik Saud bin Rashid Al Mu'alla.
Het emiraat had in 2003 62.000 inwoners op een grondgebied van 750 km². Het is het emiraat met het kleinste aantal inwoners. 
De naam van het emiraat wordt ook gespeld als Umm al-Qawain, Umm al-Qaywayn, Umm el-Qiwain en Umm al-Quwain.
Abu Dhabi · Ajman · Dubai · Fujairah · Ras al-Khaimah · Sharjah · Umm al-Qaiwain